# Phacelia buell-vivariensis
Phacelia buell-vivariensis är en strävbladig växtart som beskrevs av N.Duane Atwood. Phacelia buell-vivariensis ingår i Faceliasläktet som ingår i familjen strävbladiga växter. Inga underarter finns listade i Catalogue of Life.